# Касимов Мірджалол Кушакович
Мірджалол Кушакович Касимов (узб. Mirjalol Qoʻshoqovich Qosimov; нар. 17 вересня 1970, Ташкент) — радянський та узбецький футболіст, що грав на позиції півзахисника. По завершенні ігрової кар'єри — футбольний тренер. Відомий насамперед виступами за футбольний клуб «Пахтакор», у складі якого був срібними призером турніру першої ліги СРСР, а також триразовим чемпіоном та володарем Кубку Узбекистану; та владикавказьку «Аланію», у складі якою був чемпіоном Росії. У складі юнацької збірної СРСР був чемпіоном світу 1987 року, та переможцем чемпіонату Європи; а у складі національної збірної Узбекистану став переможцем Азійських ігор 1994 року. Після завершення кар'єри футболіста неодноразово очолював один із найсильніших узбецьких клубів «Буньодкор» та збірну Узбекистану.

## Клубна кар'єра
Мірджалол Касимов народився в Ташкенті, та розпочав займатися футболом у республіканському спортінтернаті, першим тренером у якому був Юрій Господарчук. Після 9 класу продовжив шліфування футбольної майстерності у московській футбольній школі-інтернаті № 6 під керівництвом Сергія Рожкова. Із 14 років почав залучатися до юнацьких збірних СРСР, а продовжив навчання Мірджалол Касимов у московській ФШМ, за яку зіграв перші свої матчі у професійному футболі. Після закінчення навчання у ФШМ Касимов повернувся до Ташкента, та у 1987 році дебютував за «Пахтакор» у першій лізі СРСР, зігравши за клуб 6 матчів, у яких відзначився 1 забитим м'ячем у ворота куйбишевських «Крильєв Совєтов». На початку 1988 року перспективний футболіст отримав запрошення від команди радянської вищої ліги «Динамо» з Мінська, проте в основний склад команди хавбек з Узбекистану не пробився, і, зігравши всього 1 матч, повернувся до «Пахтакора». Після повернення Касимов став одним із лідерів команди разом із Андрієм П'ятницьким та Ігорем Шквиріним, які разом із запрошеними радянськими «зірками», такими як Хорен Оганесян, найбільше посприяли поверненню «Пахтакора» до вищої ліги СРСР після сезону 1990 року, в якому головна команда Узбекистану здобула срібні медалі радянської першої ліги. Проте у вищій лізі за ташкентський клуб Мірджалол Касимов грав лише протягом одного сезону, і після розпаду СРСР разом із Ігорем Шквиріним і Геннадієм Денисовим відбув до владикавказького «Спартака», який розпочав виступи у вищій лізі Росії. У осетинській команді Касимов грав протягом року, та здобув срібні медалі російської першості, і повернувся у «Пахтакор». В узбецькій першості Мірджалол Касимов знову здобув срібні медалі, разом із командою став володарем Кубку Узбекистану, а сам гравець був визнаний футболістом року в країні.
Наступного сезону Мірджалол Касимов повертається до владикавказького клубу, який взяв собі нову назву «Аланія» в честь давньої назви Осетії. У команді узбецький футболіст був одним із лідерів, багато забивав, часто із штрафних ударів, а іноді й із кутових ударів. Мірджалол Касимов став першим узбецьким футболістом і другим азійським, якому вдалось забити м'яч у змаганнях під егідою УЄФА. 12 вересня 1995 року в матчі Кубка УЄФА 1995—96 «Аланія» — «Ліверпуль» Касимов відкрив рахунок у матчі на 21-й хвилині обвідним ударом зі штрафного. Проте цей матч завершився перемогою «Ліверпуля», який на гол Касимова зумів відповісти двома влучними ударами Стіва Макманамана та Джеймі Реднаппа. У цьому сезоні «Аланія» уперше стала чемпіоном Росії, а Мірджалол Касимов став одним із кращих бомбардирів клубу, відзначившись у 22 проведених матчах 10 забитими м'ячами. Наступний сезон Мірджалол Касимов також розпочав як основний гравець клубу, у 17 проведених матчах відзначився 11 забитими м'ячами,грав також у першому невдалому матчі «Аланії» проти шотландського «Рейнджерс». Проте у кінці сезону, після матчу чемпіонату з «Ростовом», Касимов відчув сильний біль у спині. Після обстеження лікарі рекомендували футболісту зробити операцію на хребті, яка була проведена у Німеччині. Після операції процес відновлення затягнувся, і Касимов не грав до кінця сезону 1996 року та увесь 1997 рік, а з початком нового сезону повернувся до «Пахтакора». Цей сезон можна назвати найкращим серед тих, які він провів у «Пахтакорі». Команда виграла чемпіонат Узбекистану, а сам футболіст став кращим бомбардиром першості, та був визнаний кращим футболістом Узбекистану. Після вдалого повернення у футбол Касимов на початку 1999 року знову повертається до «Аланії», але рік завершує знову як футболіст «Пахтакора». У 2000 році на запрошення Олександра Тарханова Мірджалол Касимов стає гравцем самарських «Крильєв Совєтов». Наступного року футболіст втретє визнається кращим футболістом Узбекистану. Наприкінці 2001 року футболіст стає гравцем «Аш-Шабабу» з ОАЕ, а у 2002 році знову повертається до «Пахтакора». У 2003 році Мірджалол Касимов виграє разом із ташкентським клубом чемпіонат і Кубок Узбекистану, та знову стає футболістом «Аланії», у складі якої грає до кінця 2004 року. У цьому ж році вчетверте стає кращим футболістом Узбекистану. У 2005 році став гравцем узбецького клубу «Машал» із Мубарека, де фактично виконував роль граючого тренера.
Наприкінці 2005 року Мірджалол Касимов оголосив про закінчення своїх виступів на футбольних полях. Планувалось, що прощальним матчем ветерана узбецького футболу стане матч зі збірною Бангладеш. Але прощальний матч Мірджалола Касимова відбувся 2 червня 2007 року на ташкентському стадіоні МХСК. У цьому матчі зустрілись збірна Узбекистану проти збірної зірок Європи і Азії. У матчі за збірну зірок грали, зокрема, Алі Даеї, Мустафа Мубарек, Сергій Семак, Андрій Каряка. У складі збірної Узбекистану на поле також виходили обидва сини Мірджалола Касимова — Міркамол і Мірджамол, причому під номером «4», під яким завжди грав їх батько. Цей матч відвідали також як гості колишній тренер Касимова в «Аланії» Валерій Газзаєв, колишній наставник юнацької збірної СРСР, юнацького чемпіона світу 1987 Олександр Піскарьов, колишній капітан збірної Росії Віктор Онопко, колишній тренер «Аланії» та «Крильєв Совєтов» Олександр Тарханов. Матч закінчився із нічийним рахунком 3-3.
Окрім цього, Мірджалол Касимов 23 листопада 2010 року був запрошений для участі у матчі легенд «Аланії» та московського «Спартака», присвяченому 15-річчю перемоги осетинського клубу в чемпіонаті Росії 1995 року, який відбувся у Владикавказі. У цьому матчі, який завершився з нічийним рахунком 3-3, Касимов відзначився забитим м'ячем.

## Виступи за збірні
Мірджалол Касимов з 14 років залучався до ігор юнацької збірної СРСР, виступав на турнірі «Юність» у 1984 році, після чого став постійним гравцем юнацької збірної СРСР свого віку. У складі збірної спочатку став срібним призером чемпіонату Європи, у фіналі якого збірна СРСР поступилась італійцям, проте пізніше італійська збірна була дискваліфікована, оскільки у її складі виступав гравець, який не мав на це право (хоча перемога радянській збірній офіційно не була присуджена). Цього ж року Мірджалол Касимов тренерами юнацької збірної СРСР Олександром Піскарьовим та Ярославом Луцишиним був обраний для участі в юнацькому чемпіонаті світу 1987 року в Канаді. У фінальному матчі радянська збірна зіграла внічию в основний та додатковий час зі збірною Нігерії 1-1, та переграла її у серії пенальті, та здобула звання чемпіонів світу. На цьому турнірі Касимов зіграв у всіх 6 матчах збірної, та відзначився 2 забитими м'ячами, і разом із командою став чемпіоном світу серед юнаків. Наступного року Мірджалол Касимов грав у складі юнацької збірної, яка перемогла на чемпіонаті Європи. Усього на юнацькому рівні футболіст зіграв 40 матчів, у яких відзначився 7 забитими м'ячами.
У 1990—1991 роках Мірджалол Касимов зіграв 3 матчі за олімпійську збірну СРСР з командами Норвегії, Угорщини та Італії
У 1992 році після розпаду СРСР Мірджалол Касимов розпочав виступи за національну збірну своєї батьківщини — Узбекистану. Касимов зіграв у складі узбецької збірної 17 червня 1992 року в її першому офіційному матчі зі збірною Таджикистану. Але найяскравішим виступом Касимова в національній команді є участь у Азійських іграх 1994 року в Японії. Федерація футболу Узбекистану лише в останній момент знайшла кошти для участі команди в змаганнях, футболістам не виплачували добових на початковому етапі змагань (на відміну від решти узбецької делегації), але, незважаючи на такі умови, збірна Узбекистану виграла турнір, перегравши у фіналі збірну Китаю. Але надалі збірна Узбекистану виступала не так успішно, не зуміла подолати відбірковий етап Кубка Азії та чемпіонату світу 1998 року. Усього за збірну Узбекистану Мірджалол Касимов зіграв 67 матчів та забив 30 м'ячів.

## Тренерська кар'єра
Мірджалол Касимов розпочав свою тренерську кар'єру ще під час виступів у складі «Машала», фактично виконуючи роль граючого тренера. У 2006 році Касимов очолив олімпійську збірну країни та виконував роль помічника головного тренера національної збірної. У грудні 2007 року колишній футболіст отримав запрошення очолити новий перспективний узбецький клуб «Курувчі», який пізніше був перейменований на «Буньодкор». У цьому клубі Касимов відразу став переможцем чемпіонату Узбекистану вже як тренер у першому ж сезоні роботи в команді. Мірджалолу Касимову відразу вдалось вивести «Буньодкор» у дебютному для клубу сезоні Ліги Чемпіонів АФК 2008 до півфіналу турніру, перегравши у чвертьфіналі у повторному матчі іранський клуб «Сайпа» із загальним рахунком 5-1 після нічиї 2-2. Проте в кінці року його замінив відомий бразильський футболіст та тренер Зіко, а пізніше тренером ташкентського клубу став відомий бразильський спеціаліст Луїс Феліпе Сколарі, а сам Касимов став головним тренером національної збірної Узбекистану. На цій посаді колишній футболіст працював до 2010 року, та повернувся до роботи з «Буньодкором», який за сімейними обставинами покинув Луїс Сколарі. У вересні 2012 року, після невдалого старту у відборі до чемпіонату світу, Касимов знову був призначений головним тренером національної збірної замість Вадима Абрамова, залишившись одночасно головним тренером «Буньодкора». Проте збірна Узбекистану не зуміла напряму пробитися на чемпіонат світу, і зайняла лише третє місце в групі, поступившись лише по різниці м'ячів збірній Південної Кореї, та вимушена була грати матчі плей-офф проти збірної Йорданії. Після нічиєї в гостях 1-1 6 вересня 2013 року в Йорданії, матч у Ташкенті 10 вересня також закінчився із рахунком 1-1 у додатковий час, а по пенальті перемогу із рахунком 8-9 здобула збірна Йорданії. Після матчу Касимов взяв вину за поразку на себе та подав у відставку, яку узбецька федерація футболу не прийняла, а на початку грудня 2013 року затвердила Касимова на посаді тренера національної збірної. 5 квітня 2014 року Касимов покинув пост головного тренера «Буньодкору», щоб зосередитися на роботі в національній збірній, на цьому посту його змінив Олександр Волков. Мірджалол Касимов продовжував працювати на посту головного тренера узбецької збірної до 23 червня 2015 року, і покинув посаду тренера збірної після поразки з рахунком 2-4 у матчі проти збірної КНДР у матчі відбору до чемпіонату світу. Його замінив Самвел Бабаян. який до цього тренував ташкентський «Пахтакор». Після відставки Касимов натепер не поновлював тренерської кар'єри. За даними мас-медіа, його кандидатуру як тренера розглядали ряд казахстанських клубів, зокрема, «Тараз». У 2017 році знову очолив клуб «Буньодкор». Не вигравши з клубом цього разу жодного титулу, наприкінці 2018 року він покинув команду. З початку 2019 року Мірджалол Касимов очолив клуб «Алмалик».

## Життя поза футболом
Мірджалол Касимов одружений, і має з дружиною двох синів та одну дочку. Обидва сини Касимова займаються футболом, а молодший син, Мірджамол, грав під керівництвом батька в «Буньодкорі», а також у клубі «Обод» та юнацькій збірній Узбекистану.

## Державні нагороди
У 1994 році після перемоги у складі команди на Азійських іграх Мірджалол Касимов разом із іншими переможцями ігор та їх тренерами бу нагороджений державною нагородою Республіки Узбекистан — медаллю «Шухрат».
29 травня 2007 року Мірджалол Касимов за великі заслуги у справі прославлення узбецького футболу у всьому світі та підвищення його авторитету на міжнародній арені був нагороджений орденом «Мехнат шухраті».
Окрім цього, Мірджалолу Касимову присвоєно звання Заслуженого тренера Республіки Узбекистан, а також він нагороджений орденом «Фідокорона хізматларі учун» та почесним званням «Узбекистон іфтіхорі» («Гордість Узбекистану»).

## Цікаві факти
Одного разу в Ташкенті, повертаючись на власному автомобілі з аеропорту, Мірджалола Касимова зупинив працівник місцевої автоінспекції. Проте, роздивившись номер автомобіля (колишній футболіст взяв спеціальний номер 004, по своєму постійному ігровому номеру 4), та упізнавши відомого футболіста за кермом, автоінспектор не став вимагати у нього водійські права, а сам став у стійку «струнко» і віддав честь Касимову.

## Титули і досягнення

### Як гравець
«Аланія» (Владикавказ)
- Чемпіон Росії: 1995

«Пахтакор»
- Чемпіон Узбекистану: 1998, 2002, 2003
- Володар Кубку Узбекистану: 1993, 2002, 2003

Юнацька збірна СРСР (U-16)
- Чемпіон світу (U-16): 1987

Юнацька збірна СРСР (U-18)
- Чемпіон Європи (U-18): 1988

Збірна Узбекистану
- Азійські ігри:

- Золото: 1994

### Як тренер
Буньодкор
- Чемпіон Узбекистану (3): 2010, 2011, 2013
- Володар Кубку Узбекистану (3): 2010, 2012, 2013
- Володар Суперкубку Узбекистану (1): 2014
- Півфіналіст Азійської Ліги Чемпіонів (2): 2008, 2012

### Особисті
- Кращий футболіст Узбекистану — 1993, 1998, 2001, 2004.
- Кращий бомбардир чемпіонату Узбекистану — 1998 (22 м'ячі).
- Тренер року в Узбекистані — 2012.